# Sonic Prime
«Сонік Прайм» (англ. Sonic Prime) — це мультсеріал канадсько-американського виробництва, заснований на серії відеоігор Sonic the Hedgehog. Це другий мультсеріал в історії медіафраншизи після Sonic Boom, виконаний цілком за допомогою 3D-графіки. Його створенням займається американський підрозділ Sega спільно з WildBrain, Man of Action Entertainment та Netflix Animation. Прем'єрний показ відбудеться взимку 2022 ексклюзивно на стримінговому сервісі Netflix. Серіал складається з трьох сезонів, які почали виходити в грудні 2022 року, а закінчили в січні 2024.

## Сюжет
Під час битви з доктором Еґґменом на Зелених Пагорбах Сонік розбиває Призму Парадоксу, що розділяє всесвіт на п'ять альтернативних версій, населених двійниками друзів Соніка (Тейлз, Наклз, Емі Роуз, Руж і Біґ). Сам Сонік лишається унікальним. Він потрапляє до Нью-Йоку, футуристичної антиутопічної версії Зелених Пагорбів, якою керує Рада Хаосу, що складається з П'ятьох версій Еґґмена. Рада Хаосу прагне захопити п'ять уламків Призми Парадоксу, що опинилися кожна в іншому світі. Сонік випадково переміщується між різними світами і знаходить двійників своїх друзів, зокрема двійника Тейлза на ім'я Найн, який у Нью-Йоку виріс здібним винахідником, але егоїстом. Найн дає Соніку пристрої, що дозволяють подорожувати між світами цілеспрямовано.
Намагаючись знову зібрати Призму та відновити свою реальність, Сонік вирушає в інші реальності, щоб отримати уламки раніше, ніж Рада Хаосу. Він відвідує світ джунглів із дикими версіями його друзів, затоплений світ піратів, примарну копію Зелених Пагорбів і світ-пустку, який Найн називає «Похмурий». Сонік допомагає альтернативним версіями своїх друзів, включно з Расті Роуз, Емі, яку Рада Хаосу перетворила на кіборга, та Дреда — Наклза-пірата, проти якого бунтує його команда. Пізніше суперник Соніка Шедоу, якому вдалося уникнути знищення Зелених Пагорбів та оселитися між світами, неохоче погоджується допомогти йому. Коли плани Ради Хаосу завоювати всі світи загрожують зруйнувати мультивсесвіт, мешканці кожного світу приєднуються до боротьби на боці Соніка.
Коли Сонік збирає всі частини Призми, Найн викрадає її, щоб створити в Похмурому власний світ. Але без енергії Соніка Похмурий розколюється, загрожуючи зруйнувати й інші світи. Найн створює армію роботів для захоплення Соніка. Це змушує Соніка й Шедоу зібрати жителів різних світів, включаючи Раду Хаосу, щоб разом зупинити Найна. Сонік погоджується здатися Найну в обмін на безпеку його друзів. Найн розкаюється та визнає Соніка своїм другом. Потім Сонік жертвує своєю енергією, щоб стабілізувати мультивсесвіт, хоча це й загрожує вбити його. Шедоу доставляє Соніка до Зелених Пагорбів, у момент перед розбиттям Призми. Сонік, замість самотужки битися проти Еґґмена, допомагає друзям і в результаті Шедоу встигає забрати Призму в безпечне місце. Наприкінці, коли герої святкують перемогу, на Зелених Пагорбах, зненацька вторгається Рада Хаосу.

## Епізоди

### Перший сезон
| № серії | Назва серії                                                 | Режисер(и)                 | Сценарист(и)                            | Оригінальна дата виходу                                  |
| --- | ----------------------------------------------------------- | -------------------------- | --------------------------------------- | -------------------------------------------------------- |
| 1 | «Розбитий світ / Shattered»                                 | Ерік Візе                  | Man of Action Entertainment & Ерік Візе | 10 грудня 2022 (Roblox premiere)15 грудня 2022 (Netflix) |
| Під час чергового бою зі своїм ворогом, доктором Еґґменом, Їжак Соник запізнюється на допомогу друзям. Він необачно знищує Призму Парадоксів, яку шукав Еґґмен і потрапляє в Нью-Йок-Сіті — антиутопічну версію Зелених Пагорбів, цілком забудовану містом, де тварини живуть під жорстким наглядом роботів. Містом керує Рада Хаосу, що складається з п'яти варіантів Еґґмена (доктор Бабл, Доктор Зроби Це, Доктор Діп, Доктор Не і Містер Доктор Еґґмен). Сонік виявляє, що його тіло генерує ту саму енергію, що й Призма Парадоксів. Ховаючись від роботів, Сонік зустрічає Найна — місцеву версію його найкращого друга, лиса Тейлза. В цьому світі Тейлз підпільний винахідник-одинак, який не довіряє нікому. Сонік переконує Найна в своїх добрих намірах розповіддю про дружбу і юний геній модифікує взуття та рукавички Соніка, щоб налаштуватися на нову енергію. Однак Соніка та Найна схоплює Рада Хаосу та віддає на випробування Расті Роуз, варіанту крольчихи Емі Роуз, перетвореній на кіборга. Расті піддає Соніка різним випробуванням, поки їжак, побачивши загрозу для Найна, не починає генерувати величезні обсяги енергії. Сонік при цьому бачить їжака Шедоу, і згадує своє нещодавнє протистояння з ним. |                                                             |                            |                                         |                                                          |
| 2 | «Місто-в’язниця / The Yoke's On You»                        | Ерік Візе                  | Man of Action & Ерік Візе               | 15 грудня 2022                                           |
| У спогаді Сонік бореться з роботом Еґґмена, думаючи, що лиходій всередині. Але виявляється хитрістю: удар Соніка підсилюється, розколовши гору, в якій міститься Призма Парадоксу. Шедоу ставить під сумнів дії Соніка та намагається завадити йому дістатися до справжнього Еґґмена. У сьогоденні сплеск енергії від Соніка перевантажує електромережу Нью-Йок-Сіті. Рада Хаосу вирішує витягнути енергію з тіла Соніка, що імовірно вб'є його. Однак бійці руху опору — кажанка Ребел Руж і єхидна Ренегат Наклз спостерігають за цим і вчасно рятують Соніка й Найна. Расті Роуз перешкоджає їм утекти, повстанці встряють у бійку з роботами, але їх рятує Сонік, вивівши з ладу лазерну гармату. |                                                             |                            |                                         |                                                          |
| 3 | «Втеча з Нью-Йока / Escape From New Yoke»                   | Ерік Візе                  | Man of Action & Ерік Візе               | 15 грудня 2022                                           |
| Знищивши більшість роботів, Соник, Найн і Ребел вирішують скористатися нагодою, щоб викрасти Призму Парадоксу. Найн перепрограмовує Расті Роуз, змушуючи її битися разом з ними. Досягнувши кімнати, де розташоване джерело живлення, Сонік і Найн відокремлюються від Ребел, Наклза та Расті, котрі зупиняють наступ роботів. Та виявляється, що Рада Хаосу володіє тільки осколком Призми Парадоксу. Це спонукає Соніка зрозуміти, що альтернативний світ виник через його спробу зупинити Еґґмена. Сонік вагається чи торкатися осколка, але за наполяганням Найна все ж торкається, що переносить їжака в інший всесвіт. |                                                             |                            |                                         |                                                          |
| 4 | «Не ласкаво просимо в джунглі / Unwelcome to the Jungle»    | Ерік Візе & Кіран Сангерра | Бріттані Джо Флорес                     | 15 грудня 2022                                           |
| Соніка закидає у світ джунглів, де він зустрічає Мангі, Прима, Хенгрі та Гнарлі (дивні версії Тейлза, Руж, Біга та Наклза), що мешкають на деревах через постійну загрозу від «монстра» внизу. Побачивши надзвичайну швидкість Соніка, вони вирішують скористатися цим, аби відволікти монстра, поки самі збиратимуть плоди. Прим обманом змушує Соніка допомогти їм, пообіцявши, що вкаже шукану ним Призму Парадоксу. Сонік стикається з монстром, яким виявляється Торн Роуз, варіант Емі, та її гігантський птах. Торн пояснює, що Прим та інші спустошували джунглі, не дбаючи про природу, тому вона бореться з ними. Під час бою Торн помічає, що світло від черевиків Соніка схоже на «Зелену зелень». Вважаючи, що це уламок призми, Сонік переконує Торн супроводити його до «Зеленої зелені», пообіцявши, що потім він назавжди покине джунглі. Як він і очікував, «Зелена зелень» — ще один осколок Призми Парадоксів, але коли Сонік намагається забрати її, Торн відбирає осколок. |                                                             |                            |                                         |                                                          |
| 5 | «Зважай, на яке дерево гавкаєш / Barking Up The Wrong Tree» | Ерік Візе                  | Патриція Віллетто                       | 15 грудня 2022                                           |
| Соник згадує час, коли Емі подарувала йому кокосову пальму. Емі пояснює важливість спогадів навколо дерева, але Сонік не зважає, оскільки вважає це надто сентиментальним, чим розчаровує Емі. Повертаючись у сьогодення, Сонік бореться з Торн, яка використовує силу осколка, щоб змусити рослини зростати. Сонік намагається переконати друзів, що вони можуть жити з Торн пліч-о-пліч. З'ясовується, що так і було, доки Торн не розгнівалася через нищення природи. Сонік організовує зустріч для обох сторін, але це виливається в бійку. Помітивши, що тутешня кокосова пальма почала в'янути через брак сонячного світла в джунглях, Сонік привертає увагу Торн. Вона розуміє, що ворожнеча завдає більше шкоди, ніж користі, і примиряється з рештою звірів, які обіцяють дбайливо ставитися до лісу. Сонік торкається осколка та опиняється в небі на Нью-Йоком. |                                                             |                            |                                         |                                                          |
| 6 | «Ситуація: Морок / Situation: Grim»                         | Ерік Візе                  | Маркус Райнгарт                         | 15 грудня 2022                                           |
| Виявляється, що в Нью-Йоку минуло кілька тижнів і триває повстання проти Ради Хаосу. Одразу після зникнення Соніка Найн утік із осколком, залишивши Наклза та Ребел. Як наслідок, Ребел та інші члени Опору не довіряють Соніку. Ребел відводить їжака до сховку, де показує свою версію кокосової пальми, єдиного природного дерева, що залишилося, і символу життя, на яке вони заслуговують. Рада Хаосу відстежує позицію Соніка за слідами енергії осколка від нього та атакує схованку. Несподівано Найн з'являється на літаку та відкриває портал у простір між світами, яким приводить Соніка до світу-пустки. Найн зізнається, що сподівається почати в новому світі все заново, замість ратувати рідний світ. Соник відмовляється покинути повстанців, тому Найн неохоче відправляє Соніка назад до Нью-Йоку, а потім теж вирішує допомогти Соніку та Опору. У той час як Соник і Опір успішно перемагають Еґґменів, Рада Хаосу запускає в небо летючу фортецю та захоплює Найна. Поспішаючи на порятунок, Сонік бачить привид Шедоу, який каже йому продовжувати рух, не зупиняючись. Коли він це робить, то виробляє енергію, що переносить їжака знову в інший світ. |                                                             |                            |                                         |                                                          |
| 7 | «Зустріч у місці, якого немає / It Takes One to No Place»   | Ерік Візе                  | Омар Спахі                              | 15 грудня 2022                                           |
| У спогаді Шедоу женеться за Соніком і прибуває за кілька секунд до того, як Сонік розбиває Призму Парадоксу. В ту ж мить Шедоу використовує контроль хаосу, щоб телепортувати їжака в простір між світами, але й сам потрапляє там у пастку. Повертаючись у сьогодення, Сонік падає на крихітний острів, де зустрічає своїх друзів у подобі піратів, яких очолює капітан Наклз Дред. Вони приймають Соніка у свою команду, оскільки вважають його швидкість корисною, та користуються цим, щоб перемогти колишню команду Наклза. Капітан розповідає, як він і його колишня команда прямували до маяка, який насправді є ще одним осколком Призми Парадоксу під назвою Маяк Диявола, в результаті чого їхній корабель зазнав аварії, а колишня команда покинула його. Сонік наполягає на тому, щоб отримати осколок Призми парадоксу, тому Наклз робить його капітаном. Несподівано Расті Роуз і роботи прибувають у цей світ і атакують. |                                                             |                            |                                         |                                                          |
| 8 | «У команді немає Йо-хо-хо / There's No ARRGH In «Team»»     | Ерік Візе                  | Джастін Пеністон                        | 15 грудня 2022                                           |
| Після захоплення Радою Хаосу, Найн розчаровується в дружбі та віддає свою технологію двигуна для подорожей між світами. Рада Хаосу планує захопити інші світи, але Найн повідомляє їм, що надіслати велику армію не вдасться без додаткової енергії від Соніка. Тим часом у світі піратів Расті Роуз і підводний човен, повний роботів, атакують Соніка та піратів, які намагаються дати відсіч, але безуспішно. Расті відслідковує Призму та готується віддати наказ знищити корабель, але несподівано стримується і наказує роботам відійти, побачивши свого тутешнього двійника. Коли підводний човен прямує до Маяка Диявола, корабель піратів починає тонути. Сонік переконує Наклза відшукати Призму, що відновить його репутацію страшного пірата. Наклз приймає на себе командування та організовує ремонт корабля. Вони пливуть до Маяка Диявола на повній швидкості, орієнтуючись на світло від кросівок Соніка. Піратам вдається наздогнати підводний човен Ради Хаосу. Соник і пірати перемагають Расті та армію роботів. Наклз досягає осколка, але засліплений жадібністю, намагається привласнити його. Роботи збивають Наклза з вершини гори, Сонік рятує його, але торкається осколка і опиняється в просторі між світами. Там він зустрічає Шедоу, який повідомляє, що через Соніка їхнього рідного світу більше не існує, і нападає на їжака. |                                                             |                            |                                         |                                                          |

### Другий сезон
| 9 | 1 | «Уникай порожнечі / Avoid the Void»                    | Ерік Віз і Логан Макферсон | Ерік Віз і Логан Макферсон | 4 липня 2023 (YouTube premiere) |
| 9 | 1 | «Уникай порожнечі / Avoid the Void»                    | Шедоу після сутички з Соніком показує, що їхнього рідного світу Зелених Пагорбів більше не існує. На тому місці тепер світ примар, який зациклено повторює короткий проміжок часу. Шедоу вважає, що світ оживе, якщо принести в нього всі уламки Призми Парадоксу та встановити їх на місце, де вони були раніше. Однак, не довіряючи Соніку та Найну, Шедоу вирішує відібрати в Соніка регулятори енергії та знайти уламки самостійно. Їхню сварку перериває поява корабля Ради Хаосу, що прямує до світу джунглів. Після того як Сонік рятує Шедоу від падіння в чорну діру, той неохоче вирішує довіритися йому та працювати разом. Сонік потрапляє в лабіринт Боскаджа в світі джунглів. |                            |                                 |
| 10 | 2 | «Битва в Боскарджі / Battle in the Boscage»            | Ендрю Дункан і Кіран Сангерра | Маркус Райнгарт            | 13 липня 2023 (Netflix)         |
| 10 | 2 | «Битва в Боскарджі / Battle in the Boscage»            | Материнський корабель Ради Хаосу входить у лабіринт Боскаджу, Роботніки Бабл і Дон вирішають на пошуки уламка Призми. Найн змушений їм допомагати, поки Сонік допомагає жителям цього світу боротися проти роботів Ради Хаосу. Зрозумівши, що Сонік пеербуває в тому ж світі, Найн таємно зламує одного з роботів, щоб спілкуватися з їжаком. Торн і Сонік борються з роботом доктора Баббла, але Торн тікає, усвідомлюючи, що двом Еґґменам уже відомо, що уламок у птаха Берді. Найн використовує роботів, щоб покращити регулятори Соніка і дати їжаку змогу переносити уламки Призми. Роботи оточують Торн та Берді, але Сонік та інші мешканці лабіринту Боскадж приєднуються до бою. Попри все Рада Хаосу захоплює уламок Призми. Сонік слідує за материнським кораблем у порожнечу між світами, але Найн радить йому зосередитися на отриманні наступного уламка. Шедоу закидає Соніка до світу піратів. |                            |                                 |
| 11 | 3 | «Другий вітер / Second Wind»                           | Іші Раделл | Шарлотта Фуллетрон         | 13 липня 2023                   |
| Рада Хаосу шукає уламок Призми в світі піратів. Наклз Дред і його команда захопили осколок і бойовий корабель Ради Хаосу, а також Расті Роуз. Еґґмени Діп і Зроби Це відслідковують піратів за допомогою Расті та забирають уламок. Але вони покидають Расті, тому вона вирішує приєднатися до команди Наклза. За допомогою Расті пірати відновлюють бойовий корабель і кидаються в погоню за Еґґменами, а Сонік допомагає їм повернути уламок. Наклз, маючи намір привласнити уламок, бреше команді, що Сонік покинув друзів. |   |                                                        | |                            |                                 |
| 12 | 4 | «Виходу немає / No Way Out»                            | Джоел Салейсей | Патриція Віллетто          | 13 липня 2023                   |
| Побачивши, що пірати налаштовані проти нього, Сонік тікає, прихопивши уламок. Поки материнський корабель Ради забирає Еґґменів, Шедоу намагається затримати їх у порожнечі між світами. Коли команді Наклза вдається наздогнати Соніка та відібрати уламок, Діп і Зроби Це атакують їх. Сонік доводить свою невинність, коли Наклз покидає команду й тікає з уламком. Отримавши назад уламок, Сонік намагається покинути світ піратів, але його перериває прибуття материнського корабля. Рада Хаосу захоплює друзів Соніка та вимагає в обмін на них уламок. Сонік відволікає Раду, викинувши уламок, і дає цим своїм друзям шанс звільнитися. Коли Рада бере осколок і готується до відходу, Наклз таємно ховається на материнському кораблі, а Сонік з піратами вирушає навздогін. |   |                                                        | |                            |                                 |
| 13 | 5 | «Божевілля їхніх методів / A Madness to Their Methods» | Ендрю Дункан і Кіран Сангерра | Джастін Пеністон           | 13 липня 2023                   |
| Після повернення до Нью-Йока, Рада Хаосу використовує добуті уламки Призми Парадоксу, щоб посилити своїх роботів. Сонік приєднується до Опору, та всі зусилля зазнають невдачі. Тим часом Містер Еґґмен вирішує поговорити з Найном, щоб скласти план перемоги над Соніком. Найн обманює його, давши хибну пораду. Він зв'язується з Соніком і наказує йому увійти до фортеці Ради разом з Ребел і Наклзом, де їх чекає Сонік-робот. |   |                                                        | |                            |                                 |
| 14 | 6 | «Подвійна халепа / Double Trouble»                     | Іші Раделл | Маркус Райнгарт            | 13 липня 2023                   |
| Робот, який представляється як Сонік Хаосу, бореться зі справжнім Соніком, поки Ребел і Наклз протистоять іншим роботам. Перемігши двійника, Сонік повертається допомогти друзям, але вони потрапляють у засідку Соніка Хаосу через Наклза Дреда. Коли Рада Хаосу використовує уламки, щоб відкрити портали до різних світів, Найн користується можливістю втекти та допомагає Соніку знищити Соніка Хаосу. Тепер возз'єднавшись, Сонік і Найн збирають повернути уламки, але Рада заганяє їх у глухий кут. |   |                                                        | |                            |                                 |
| 15 | 7 | «Cracking Down»                                        | Джоель Салейсей | Патриція Віллетто          | 13 липня 2023                   |
| Сонік і Найн тікають із цитаделі Ради Хаосу за допомогою уламків і досягають корабля, але їх збивають. Сонік і Найн змушені йти далі пішки, а Расті та Блек Роуз відбиваються від Ради. Не маючи можливості наростити достатню швидкість, щоб увійти в порожнечу між світами, Сонік користується порталом, відкритим Радою. Він і Найн опиняються в світі піратів, де Найн зустрічає свого двійника. Оскільки Сонік все ще не в змозі набрати достатню швидкість, вони повертаються до Нью-Йока, де на них чекає засідка Наклза Дреда. Наклз-повстанець і Ребел відволікають його, а Сонік і Найн вирушають до світ уджунглів. Там вони зустрічають Торн, яка бореться проти роботів Ради разом з Расті та Блеком, даючи Соніку шанс набрати достатню швидкість, щоб увійти у порожнечу, де чекає Шедоу. Трійця досягає колишніх Зелених Пагорбів, де Найн каже, що йому потрібен час і тиша, щоб зібрати Призму. Соник і Шедоу вирішують почекати надворі, де вони бачать прибуття Ради Хаосу. |   |                                                        | |                            |                                 |
| 16 | 8 | «Примарний шанс / Ghost of a Chance»                   | Ендрю Дункан і Кіран Сангерра | Маркус Райнгарт            | 13 липня 2023                   |
| Рада Хаосу намагається захопити всі уламки Призми Парадоксу разом. Сонік і Шедоу відбиваються від Еґґменів, поки Найн відновлює Призму Парадоксу. Зелені Пагороби на мить відновлюються, показуючи, що це працює. Діп і Бабл користуються енергією Призми, щоб відволікти Соніка та Шедоу і здолати їх, поки роботи атакують Найна. На його прохання Соніка, Найн наповнює його енергією призми, чим дозволяє перемогти Бабла та Діпа. Містер Еґґмен, відмовляючись визнати свою поразку, створює велетенського робота в формі себе, та відправляє його до Призми. Найн дає Соніку ще більше енергії, щоб той знищив робота. Після битви Сонік бачить, що Зелені Пагорби все ще не відновилися, бо один уламок Призми Найн лишив у Похмурому. Найн пояснює, що насправді ніколи не збирався допомогти Соніку відновити його світ, а Призма Парадоксу йому потрібна задля перетворення Похмурого на новий дім. Найн дорікає Соніку за його безрозсудність, яка призвела до руйнування його реальності, і за те, що він тепер готовий стерти інші реальності. Найн вирішає в Похмурий, лишивши Соніка й Шедоу на вершині гори. |   |                                                        | |                            |                                 |

### Третій сезон
| 17 | 1 | «Похмурі звістки / Grim Tidings»               | Іші Руделл | Кріс Мілан       | 5 січня 2024 (YouTube premiere) |
| 17 | 1 | «Похмурі звістки / Grim Tidings»               | Найн приносить уламки Призми Парадоксу до Похмурого, де за допомогою їхньої енергії створює фортецю. Потім він викрадає частини різних світів, щоб створити власний. Соніку та Шедоу вдається втекти у порожнечу між світами, а Рада Хаосу відступає до Нью-Йок-Сіті. Соніку та Шедоу вдається проникнути в Похмурий через щілину біля головного порталу, який руйнується. Найн відмовляється вислухати Соніка, натомість використовуючи енергію Призми, щоб створити Альфа-Похмурого Соніка, іншу роботизовану версію Соніка. Соніку та Шедоу вдається підпорядкувати Альфу-Похмурого, але Найн конструює роботів-двійників їхніх друзів. Сонік намагається переконати Найна, що його дії руйнують світи, але Найн наполягає, що йому просто потрібна енергія Соніка для стабілізації Призми Парадоксу. Він випускає армію роботів проти Соніка та Шедоу. |                  |                                 |
| 18 | 2 | «Купол, милий купол / Dome Sweet Dome»         | Джоель Салейсей | Патриція Вілетто | 11 січня 2024                   |
| Соніку вдається втекти від роботів і повернутися в Нью-Йок у пошуках допомоги. Проте Найн, знаючи, що Сонік завжди прагне врятувати друзів, піддає жителів різних світів усіляким небезпекам, аби Сонік втомився, допомагаючи їм. Різні версії персонажів стають на бік Соніка, Рада Хаосу погоджується допомогти також. Сонік пропонує Еґґменам створити навколо їхнього материнського корабля захисний купол, давши частку своєї енергії. Тим часом пірати опинилися в пастці на кораблі, що тоне в морі. |   |                                                | |                  |                                 |
| 19 | 3 | «Не втекти / No Escape»                        | Ендрю Дункан і Кіран Сангерра | Маркус Райнгарт  | 11 січня 2024                   |
| Сонік і Блек Роуз виявляють, що пірати в біді, тоді як Найн відправляє більше роботів, щоб схопити Соніка. Разом із двійниками Роуз, Сонік очолює ризиковану рятувальну місію в світі піратів. У наступній битві Еґґмен Зроби Це приходить їм на допомогу, дозволяючи їм втекти до Нью-Йока. Сонік, отримавши пораду від Ради, вирішує здатися Найну в обмін на порятунок мешканців усіх світів, на що Найн погоджується. Сонік прибуває в Похмурий, де нагадує Найну, що все ще вважає його своїм другом. Сонік висловлює готовність віддати всю свою енергію для стабілізації Призми Парадоксу, навіть якщо це вб'є його. Перед тим, як Найн зможе викачати енергію, друзі Соніка, що лишилися в Нью-Йоку, блокують доступ до енергії Соніка. |   |                                                | |                  |                                 |
| 20 | 4 | «Дев'ять життів / Nine's Lives»                | Іші Руделл | Джастін Пеністон | 11 січня 2024                   |
| Союзники Соніка збираються разом, щоб вирушити в Похмурий. Спочатку Сонік і його друзі беруть гору. Сонік згуртовує своїх ворогуючих союзників, вирішуючи дозволити Ребел взяти на себе ініціативу. Вона організовує план; пірати та жителі джунглів проникнуть у фортецю Найна, щоб позбавити його сили Призми, а Ребел, Ренегат і Рада Хаосу відволікають його. Ребел наказує Соніку триматися позаду, оскільки Найн націлений на нього. Їхня співпраця бентежить і засмучує Найна, він використовує більше енергії Призми, щоб збудувати великого робота, озброєного ракетами. Сонік помічає як одна ракета летить прямо в нього. |   |                                                | |                  |                                 |
| 21 | 5 | «Дім, хворий дім / Home Sick Home»             | Кіран Сангерра та Ерік Візе | Патриція Вілетто | 11 січня 2024                   |
| Суперники Соніка опиняються оточені роботами. Сонік падає в прірву, та його рятує Шедоу. Після того, як Найн втрачає багатьох роботів на материнському кораблі Містера Еґґмена, Роуз та Зроби Це забезпечують підтримку з повітря, а Містер Еґґмен ремонтує свої лазерні гармати. Найн помічає прибуття диверсантів до своєї фортеці та викачує більше енергії з Призми, що послаблює його армію. Містер Еґґмен завдає удару по найбільшому роботу. |   |                                                | |                  |                                 |
| 22 | 6 | «Диявол у хвостах / The Devil Is in the Tails» | Кіран Сангерра та Ерік Візе | Логан Макферсон  | 11 січня 2024                   |
| Союзники Соніка штурмують фортецю Найна. Проте Найн знищує материнський корабель Ради Хаосу, змушуючи Містера Еґґмена втекти, а корабель Зроби Це також збиває. Сонік пробивається до Найна та бореться проти нього. Впавши з верхівки фортеці, Сонік виявляє свою нову здатність: створювати в повітрі шестикутні опори та щити. Оскільки Найн споживає все більше енергії для битви, його роботи слабнуть. Пірати допомагають переломити хід битви. Альфа-Похмурий Сонік, здавалося б, знищує Шедоу, проте він виживає та раптово руйнує робота. Сонік, розуміючи, що надмірне використання Найном сили Призми майже знищила мультивсесвіт, повертається до фортеці, щоб переконати Найна припинити. |   |                                                | |                  |                                 |
| 23 | 7 | «Згори / From the Top»                         | Кіран Сангерра та Ерік Візе | Кріс Мілан       | 11 січня 2024                   |
| Сонік виявляє в фортеці Найна свій гамак і розуміє, що Найн бажав створити новий дім для них обох. Тим армія назовні продовжує штурм. Сонік просить вибачення у Найна та пропонує йому свою енергію для стабілізації Призми Парадоксу. Найн попереджає, що це смертельно, але СОнік усе одно погоджується. Призма відновлюється й тоді Рада Хаосу намагається її викрасти. Та їхня сварка щодо того, кому належатиме Призма, дозволяє друзям Соніка викинути Еґґменів у порожнечу між світами. Відкривши прохід до Зелених Пагорбів, жителі різних світів прощаються з Соніком. Оскільки Сонік віддав свою енергію, він поступово зникає. Шедоу несе його до Зелених Пагорбів і повертає на місце за мить до того, як Призма Парадоксу була розбита. Щасливий знову побачити своїх старих друзів і заклятого ворога Еґґмена, Сонік цього разу не кидається до Призми сам, а спершу допомагає друзям. Шедоу користується цим, щоб телепортуватися разом із Призмою в невідоме місце. Еґґмен тікає, обіцяючи повернутися. Пізніше, коли Сонік влаштовує пікнік зі своїми друзями та планує розповісти про свої пригоди в мультивсесвіті, над ними з'являється тінь материнського корабля Ради Хаосу. |   |                                                | |                  |                                 |

## Ролі Озвучували
- Сонік, Орбот, Кубот, Хаос Сонік — Девен Мак

- Доктор Еггман, Містер Доктор Еггман, Доктор Доун-Іт, Яєчкові форсери, Буребородий — Браян Драммонд

- Майлз «Тейлз» Прауер, Тейлз дев'ять хвостиків, Манджі Тейлз Вітрила Тейлза, Банні Боунс — Ешлі Болл

- Єхидна Наклз — Адам Нурада

- Емі Роуз, Расті Роуз, Торн Роуз, Чорна Троянда — Шеннон Чан-Кент

- Руж-Кажан, Руж-бунтівниця, Прім Руж, Баттен Руж — Казумі Еванс

- Шедоу, Великий Кіт, Яєчкові форсери, Голодний Кіт, Сом — Ян Ханлін

- Доктор Діп, Доктор Дон'т, Доктор Беббл, Відступник Наклз, Гнарлі Наклз, Наклз Жах — Вінсент Тонг

- Командир відділення Ред — Рейчел Хофстеттер

- Джек — Шон Маклафлін

## Український дубляж
- Студія: Студія «1+1»

Ролі дублювали:
- Сонік — Павло Скороходько
- Тейлз — Марина Локтіонова
- Емі — Вікторія Бакун
- Наклз — Михайло Тишин
- Руж — Катерина Трубенок
- Біґ — Роман Солошенко
- Шедоу — Роман Чорний
- Доктор Еґман, Містер Доктор Еґман — Андрій Твердак
- Орбот — Юрій Кудрявець
- Кубот — Володимир Гурін
- Доктор Дідок — Євген Пашин
- Доктор Глибин — Євген Лісничий
- Доктор Нетак — Олександр Погребняк
- Доктор Лепетун — Євгенія Петровська
- Охоронний дрон — Юлія Перенчук
- Еґфорсер — Дмитро Нежельський
- Повстанець — Катерина Буцька
- Назви — Дмитро Завадський

## Виробництво
Про існування мультсеріалу вперше стало відомо у грудні 2020 року, коли Netflix у своєму Twitter оголосив про те, що ведеться робота спільно з Sega, WildBrain та Man of Action Entertainment над новим мультсеріалом про їжу Соніка, вихід якого запланований на 2022 рік. Однак через деякий час цей твіт був вилучений.
Мультсеріал було офіційно анонсовано 1 лютого 2021 року. У цей же день студія WildBrain опублікувала на своєму сайті прес-реліз, в якому йшлося про те, що вони працюють над анімацією самого мультсеріалу, а також беруть участь спільно з Sega у виробництві, розповсюдженні та ліцензуванні; як шоуранер і виконавчий продюсер виступить Man of Action Entertainment. Очікувалося, що мультсеріал складатиметься з 24 епізодів і вийде на сервіс Netflix у 2022 році. Пізніше SEGASammy заявила, що не очікують прямої фінансової вигоди від Sonic Prime і мультсеріал використовується для привернення уваги до особистості Соніка та її багатогранного розвитку, зміцнюючи її. У березні 2021 року Бетті Квонг (працював над Ninjago і The Lego Star Wars Holiday Special) і Ніколас Коул (працював над Crash Bandicoot 4: It's About Time і Spyro Reignited Trilogy) повідомили, що вони були найняті як дизайнери для роботи над.
27 травня 2021 року, під час презентації Sonic Central, Джо Келлі дав короткий синопсис майбутнього мультсеріалу: «Сонік виявиться втягнутим у швидкісну пригоду, що відбувається через дивний і загадковий Шаттерверс. Сонік має врятувати всесвіт і шляхом пережити моменти самопізнання». Пізніше він заявив, що пізніше з'явиться більше інформації щодо мультсеріалу, однією з яких було пояснення появи нового логотипу імперії Еггмена за ним. 23 червня 2021 року в портфоліо Патріка Хорана, одного з дизайнерів мультсеріалу, було виявлено концепт-арт, пов'язаний із Sonic Prime, але незабаром після цього його було видалено. 9 жовтня 2021 Дункан Руле заявив у своєму Twitter, що консультантом з мультсеріалу був найнятий Ян Флінн.
8 вересня 2022 студія WildBrain опублікувала статтю, що розкриває додаткові подробиці сюжету Sonic Prime, а також анонс декількох рекламних товарів від компанії Pocket Money Items (PMI). У статті також підтверджується, що інші компанії, такі як Ravensburger та E Plus M, також будуть виробляти товари для просування мультсеріалу.

## Сприйняття
Кеннет Сьюард в IGN писав, що «Сонік Прайм» за настроєм перебуває між «Пригодами Їжака Соніка» 1992 року та «Їжаком Соніком» 1993: не легковажний, але й не похмурий. У ньому є похмурі моменти, та їх врівноважують героїчні та часом незграбні зусилля Соніка підняти настрій. «По суті, „Прайм“ показує зростання від запального підлітка, який завжди біжить стрімголов у небезпеку, до зрілого героя/друга, яким судилося стати Соніку». В серіалу проблеми з темпом, а раптове завершення першого сезону не підбиває очікуваних підсумків. Є також епізоди, що відволікаються від центрального сюжету та відчуваються вирваними з серіалу. Натомість акторський склад чудово справляється з озвученням персонажів. Щодо закінчення серіалу критик відгукнувся, що третій сезон переповнений втомливими битвами, а закінчується поспішно та без належної кульмінації. Попри це, «Сонік Прайм» лишається одним із найкращих серіалів про Соніка.
Майкл Беквіт на Metro.co.uk зробив висновок, що «Сонік Прайм» поступається в складності деяким відеоіграм про Соніка, хоча також не боїться бути серйознішим, ніж «Сонік Бум». Персонажі «Сонік Бум» підкреслено комедійні і погано запам'ятовуються. Навіть Еґґмен радше не лиходій, а буркотливий сусід. Тоді як у «Праймі» вони більш самобутні, особливо цинічний Найн, який демонструє, ким би виріс Тейлз, якби не дружив із Соніком. Багато в чому «Прайм» протилежний «Буму» та продовжує усіх франшизи про Соніка, початий коміксами 2022 року. «Прайм» — це «вище середнього шоу», що не стільки розважальне, проте в нього кращі шанси запам'ятатися.
Згідно зі Скай Блек на Polygon, серіал, створений у спільному виробництві студіями Sega, Man of Action Entertainment і WildBrain і анімований Netflix Animation, працює з припущенням, що його глядачам відомі загальні риси франшизи. Запровадження мультивсесвіту дозволяє зобразити альтернативні версії відомих місць і персонажів. «Сонік Прайм» значною мірою спирається на осучаснення образів із класичних ігор про Соніка. Та кожна зона змушує Соніка перестати бути героєм, який завжди перемагає, а замість того побачити світ навколо себе та зрозуміти відповідальність. Це теми, що вже піднімалися в іграх Sonic Colors і Sonic Mania, і «Сонік Прайм», що зробило їх успішними.